# Пауль Ерліх
Пауль Ерліх (нім. Paul Ehrlich; 14 березня 1854 — 20 серпня 1915) — німецький науковець. Лауреат Нобелівської премії з фізіології та медицини 1908 року (разом з І. Мечніковим). Відомий роботами в галузях гематології, імунології та хімієтерапії. Ерліх передбачив автоімунітет і назвав його «horror autotoxicus». Саме він запровадив термін «хіміотерапія». Ідея «чарівної кулі» — також належить йому, як і перше емпіричне спостереження гематоенцефалічного бар'єра. Є засновником і творцем наукового хімієтерапевтичного напрямку в мікробіології.
Відкрив у 1877 році мастоцити.
Він досліджував вплив на трипаносоми барвників: анілінових (фуксин) і бензидинових (трипеновий синій і червоний) і разом з Кіоші Шига довів їх активну згубну дію на клітини збудників в організмі інфікованих тварин.
Далі Ерліх довів ефективність дії органічних сполук миш'яку, приєднаних до аніліну, на збудника сифілісу. Запропонував антиспірохетозні препарати сальварсан (1908), неосальварсан.
Ерліх запровадив поняття вибіркової дії хімієпрепаратів («селективної токсичності») — різної за ступенем токсичності для паразитів і клітин організму хазяїна. Увів принцип хімічної варіації (1906), який і нині є методологічною основою синтезу нових хіміотерапевтичних препаратів у наш час — за комп'ютерною технологією.
У 1909 році Ерліх відкрив сальварсан (засіб № 606), за допомогою якого збирався лікувати сифіліс. Сальварсан добре показав себе під час випробувань і став першим в історії фармацевтики хімічним антибактерійним препаратом. У 1910 році почалося широке застосування його, але невдовзі з'ясувалося, що за недостатньої концентрації цього препарата збудник сифілісу швидко до нього пристосовується. Так було зроблено дуже важливе відкриття явища стійкості до антибактерійних препаратів.
Запропоновані Ерліхом принципи хімієтерапії є абсолютно актуальними й нині:
- рецепторна взаємодія препарату і мікроорганізму;
- зміни хімічної структури хімічної структури препарату змінюють його активність;
- зміна структури препарату може відбуватися в макроорганізмі, його дія при цьому посилюється або послаблюється;
- мікроби здатні виробляти стійкість до препарату;
- препарат може застосовуватися лише за умови, що його хімієтерапевтичний індекс більший або дорівнює трьом.

На честь науковця названо рід бактерій Ehrlichia, представники якого спричинюють ерліхіози.